# エストニア国防軍
エストニア国防軍（エストニアこくぼうぐん、エストニア語: Eesti Kaitsevägi）は、エストニアの国軍。

## 機構

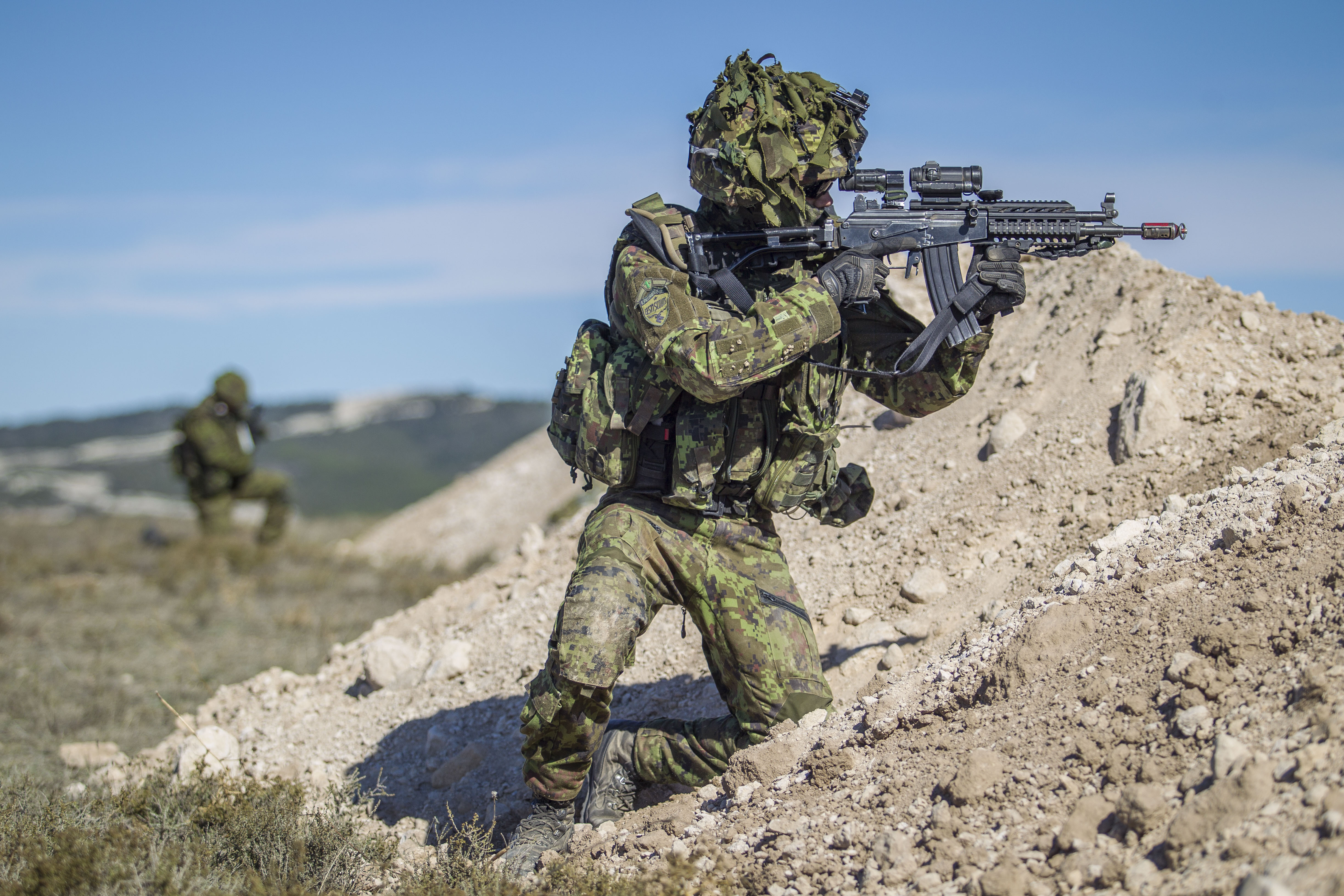
軍事演習"Trident Juncture 15"に参加するエストニア軍兵士

### 三軍
エストニア国防軍は、陸軍、空軍、海軍の三軍種と防衛連盟から成る。
- エストニア陸軍（Maavägi）
- エストニア空軍（Eesti Õhuvägi）
- エストニア海軍（Eesti Merevägi）

- エストニア防衛連盟（Kaitseliit）

約2万6000人が参加する民間防衛組織。女性が約2400人と1割近くを占め、7～18歳の子供も参加している。正規軍の総兵力が6000人足らずとロシア連邦に対して劣勢なエストニアにおいて、予備兵力や傷病者救助、さらに平時には災害対応や地域社会の支援を担う。同じバルト三国のラトビア、リトアニアなどのパラ・ミリタリー（民兵など準軍事組織）と訓練を兼ねた競技会を実施している。

### 統制機関
- 国防省

### 教育機関
- エストニア軍士官学校